# Зои Хериот
Зои Хериот (енгл. Zoe Heriot) измишљени је лик у британској научнофантастичној телевизијској серији Доктор Ху који је тумачила Венди Педбери. Зои је млада астрофизичарка која је живела на свемирском точку у 21. веку и била је сапутница Другог Доктора и један од главних ликова у серији од 1968. до 1969. године. Зои се појавила у осам прича (48 епизода).

## Историја лика
Зои се први пут појављује у серијалу Точак у свемиру где је библиотекарка на свемирској станици В3 такође познатој као "Точак". Када су Киберљуди напали, она помаже Доктору и Џејмију да их поразе пре него што се одвезу на ТАРДИС. У сценарију Дејвида Витакера за Точак у свемиру, Зојино презиме је написано „Хериот“, али погрешно написано са 2 „р“ такође вђено у референтним радовима.
Зоине године нису наведене у серији, али према првобитном публицитету имала је петнаест година када се придружила екипи ТАРДИС-а. Има диплому из чисте математике и геније је, са резултатима интелигенције упоредивим са Докторовим. Заједно са својим фотографским памћењем и напредним техникама учења из њеног доба, то је чини помало као људски дигитрон, способан да изводи компликовану математику у својој глави. Део разлога због којих жели да путује са Доктором је њена живчаница због ограничења и стерилног окружења њеног постојања у станици. Међутим, њено искуство у стварном свету је веома ограничено, због чега често долази у невоље.
Заједно са Доктором и Џејмијем, она се поново сусреће са Киберљудима када су напали Лондон из 20. века, улази у надреалну измишљену земљу, бори се против Ледених ратника и преживљава на бојним пољима ратних игара Ратног шефа. Њена путовања са Доктором се завршавају у тој серији када Господари времена коначно сустижу Доктора. Осим што су га присилили на регенерацију и протерали га на Земљу, Господари времена враћају Џејмија и Зои у њихова времена, бришући им сећања на искуства са Доктором (осим првих сусрета са њим) у том поступку.
Илузорна слика Зои појављује се Другом Доктору и бригадиру у Галифрејевој области смрти у епизоди поводом 20. годишњице, „Пет Доктора“.
Старија Зои, коју још увек игра Педбуријева, враћа се у огранку Приче из ТАРДИС-а поводом 60. годишњице. Она и Џејми, извучени из својих временских лтокова у ТАРДИС сећања, откривају своја сећања на сваког од њих и Доктор је обновљен. Зои описује свој живот након догађаја из Ратних игара. Удала се за Аустралијанца, има сина научника коме је дала име Џејмс, а тренутно служи свој трећи мандат председника.

## Друга појављивања
Зоин живот након повратка у своје време није даље истражен у серији. У огранак краткој причи Питера Ангелидеса „Врх ума“ открива се да, иако јој њен интелект дозвољава да се одупре блоковима сећања Господара времена, она није успела да приступи сећањима на своје време са Доктором свесно. То изазива њене чудне снове, а њен рад пати. Сусрет са Трећим Доктором чини блокирање сећања трајним, али она на крају никада није достигла свој пуни потенцијал.
Педбуријева се појавила у аудио пустоловинама Доктора Хуа из продукције "Big Finish", прво као лик који није Зои у свим Даврос аудио драмама, а затим као Зои у Страху од Далека, делу серијала причајућих књига „Сапутничких хроника”. Последња прича приказује старију Зои која има детаљне снове о својим пустоловинама са Доктором и сумња да јој нешто блокира памћење, али не зна шта, и виђа се са психијатријским саветником у покушају да разуме "снове". Вратила се као Зои у још неколико великих драма као што су Одјеци сивила и њена друга пратећа хроника Затвор у свемиру заснована на ненаправљеној ТВ причи. Одјеци сивила и наредне приче Варалице памћења и Начело неизвесности приказују Зои како је у суштини заробљена од стране неименованог друштва чије су огледе у стварању новог облика живота пореметили Доктор, Џејми и она – ТАРДИС који је стигао на Земља неколико деценија у Зоиној будућности — у Одјецима сивила, наредним причама у којима се друштво види како хапси Зоиног старију, савремену личност по измишљеним оптужбама јер покуша да изазове Зои да откључа своја изгубљена сећања на време које је провела са Доктором како би могли да искористе тајна путовања кроз време. Ово долази до врхунца у аудио драми Друге прилике када је имала „бљесак из прошлости“ о уништењу свемирске станице које ће се заправо одиграти неколико дана у будућности од њеног тренутног тренутка, омогућавајући Зои да комуницира са својом прошлошћу док покушава да промени своју историју и спречи уништење станице. Иако овај део њеног плана није успео, аудио драма се завршава тако што Зои користи рачунарски вирус који се изменио да нападне физичку материју да уништи друштво и побегне, иако су њено умно стање и сећања на време са Доктором и даље изгубљени.
Старија Зои се поново уједињује са Доктором у његовој шестој инкарнацији у Легенди о Киберљудима где се враћа у Измишљену земљу пошто су је Киберљуди скоро преобратили пошто је напустила Доктора, а њен покушај да зароби Киберљуде у Земљи је довео до тога да је Универзум угрожен ризиком да ће Киберљуди упрегнути рачунар који контролише Земљу и користити га да утичу на машту целог универзума. Пошто је Зои одвукла Доктора у Земљу, створила је измишљеног двојника Џејмија да заштити Доктора док он не сазна цело стање и помогне Зои да истера Киберљуде по цену да она поново изгуби сећања док је Доктор води кући. Зои и Џејми такође упознају Шестог Доктора у аудио драми Последњи Киберчовек, али у овом случају Шести Доктор је заменио места са Другим непосредно пре догађаја у Ратним играма у покушају да промени своју личну историју како би пратиоци спречили да им сећања пропадну када се историја 'ресетовала' док се Други Доктор враћа на своје право место у историји.
Новелизација ТВ серијала Крадљивац ума помиње, успут, да је Зои разговарала о тој пустоловини „доста времена касније“, што указује да је на крају повратила нека или сва изгубљена сећања.